# Natalie Uher
| Natalie Uher                              | Natalie Uher                              |
| Kattints az alábbi külső linkek egyikére! | Kattints az alábbi külső linkek egyikére! |
| ----------------------------------------- | ----------------------------------------- |
| Nem található szabad kép.(?)              |                                           |
| külső link · jogvédett                    | Az „Emmanuelle 6.” címszereplője (1988)   |

Natalie Uher (Feldkirch, Vorarlberg, 1968. április 2.), 1987-től férjezett nevén Natalie Moosmann, osztrák fotómodell és színésznő, legismertebb filmszerepe a címszereplő Emmanuelle alakítása az Emmanuelle 6. című 1988-as erotikus (szoftszex) francia játékfilmben. Visszavonulása óta családanya, vállalkozó, közéleti aktivista, afrikai segélyprogramok szociális munkása (Entwicklungshelferin), emellett dob-oktató Vorarlbergben.

## Élete
Feldkirchben született, de egy kis vorarlbergi faluban, Lustenauban nőtt fel, közvetlenül a svájci határ mellett. Nyolcéves korában fotózták először, egy gyermek-harisnyanadrág reklámcímkéjéhez őt választották, mert az osztályban neki volt a leghosszabb lába. Tizenöt éves korában már számos modellszerződése volt, külföldre is elvitték. Dornbirnbe, majd Bécsbe költözött. Intenzív modellkarrierje során felkerült vezető divatmagazinok és női lapok (pl. a Cosmopolitan és a Harper’s Bazaar) címlapjára is.  Néha a franciás csengésű Nathalie Dupont néven szerepelt. Tizenhat évesen, 1984 szeptemberében Otto Weisser svájci fotográfus (*1937) rávette, hogy álljon modellt a Playboy német kiadásához, mint a hónap „playmate”-je. Ő volt a Playboy legifjabb fotómodellje. Fiatalkorú lévén, édesanyja elkísérte a fotózásra, de mint Natalie később nyilatkozta, „nagyon nyitottan állt a dologhoz.”
Még ugyanebben az évben, 1984-ben több más modell-lánnyal együtt szerepet kapott a Locas vacationes (Őrült vakációk) című könnyed nyári filmvígjátékban, amelyet Spanyolországban forgattak. A következő évben, 1985-ben egy hasonló produkcióban szerepelt, a Drei und eine halbe Portion-ban (nemzetközi címén Three Man and a Half).
1985-ben, 17 évesen megismerkedett az osztrák Markus Moosmannnal, másfél év múlva összeházasodtak.
1987-ben korábbi fotósa, Otto Weisser bemutatta őt Alain Siritzky producernek, aki felajánlotta neki a Bruno Zincone és Jean Rollin rendezésében tervezett Emmanuelle 6. című erotikus filmjének címszerepét, Emmanuelle alakítását. A forgatási munkák Venezuelában folytak. Ezt a filmet az Emmanuelle Arsan regényéből készült 1974-es, első Emmanuelle-film úgymond „keményebb” változatának szánták. 1988. július 6-án mutatták be Franciaországban. Két változatban készült, a puhább változatból kivágták az „explicit” szexjeleneteket, mintegy 10 percnyi időtartamban. Natalie nyilatkozatai szerint ő ezekben eleve nem vett részt. Sylvia Kristel, Mia Nygren és Monique Gabrielle után ő lett Emmanuelle negyedik megformálója.
Az alakítás megnövelte ázsióját a modellfotósok között. A Lui magazin már 1988 májusában „új szex-ikon”, a Playboy októberben „új szex-királynő” szöveggel hozta le Natalie fotóit. Hasonló fotósorozatok jelentek meg a következő hónapokban német, francia és ausztráliai társasági magazinokban A film gyengén szerepelt, utána sokáig nem készült újabb „hivatalos” Emmanuelle-folytatás, 1993-ben az Emmanuelle 7. – Virtuális valóság-ban (franciául: Emmanuelle au 7ème ciel) Francis Leroi rendező a 41 éves Sylvia Kristelt hozta vissza, fiatal alteregókkal és digitális rásegítéssel, de kevés sikerrel.
Az Emmanuelle-szerepet követően Natalie még egy évig a modell-pályán dolgozott, aztán visszavonult Vorarlbergbe. A róla szóló későbbi tudósítások férjezett nevén, Natalie Moosmann-ként írnak róla. Három gyermeke született, Jennifer, Michael és Elena. Férjével együtt részt vállalt szenegáli szociális programokban, egészségügyi intézmények segítésében, gyermekek tanításában). A fejlődő világ támogatásának elkötelezett aktivistája (Entwicklungshelferin). Afrikai útjai során felkeltették érdeklődését az ütőhangszerek, megtanult dobolni. Szűkebb hazájában, Vorarlbergben dobos tanfolyamokat szervezett és jelenleg (2020) is tevékeny oktatóként (Trommellehrerin) működteti ezeket.

## Filmszerepei
- 1984: Locas vacaciones, rendezte Hubert Frank; névtelen strandoló lány[6]
- 1985: Drei und eine halbe Portion (Three Man and a Half), rendezte Sigi Rothemund; Éva (Nathalie Uher néven)[7]
- 1988: Emmanuelle 6., rendezte Bruno Zincone, Jean Rollin; Emmanuelle[8]

## Főbb fotósorozatai
- Playboy, Németország: 1984. szeptember; 1985. január; 1985. november
- Lui, Franciaország: 1988. május („La nouvelle Emmanuelle”)
- Playboy, Németország: 1988. május („Natalie Uher, die neue Emanuelle”)
- Neue Revue, Németország: 1988. június („Die neue Emanuelle”)
- Vertiges et Pulsions, Franciaország: 1988. június („Emmanuelle nue”)
- Révélation, Franciaország: 1988 („Natalie Uher, la  nouvelle Emmanuelle”)
- Vidéo 7, Franciaország: 1988. május („Emmanuelle revient”)
- Playboy, Ausztrália: 1988. október (Emmanuelle : Cinema’s new Sex Queen)
- Playboy, Németország: 2004. december („Best of Austria”)